# Imogen Bankier
Imogen Bankier (ur. 18 listopada 1987 w Glasgow) – szkocka badmintonistka reprezentująca także Wielką Brytanię. Rozpoczynała grę w badmintona w wieku 9 lat, a następnie zwyciężała w mistrzostwach kraju we wszystkich kategoriach wiekowych, począwszy od zawodów do lat 17. Jest medalistka mistrzostw świata i Europy, uczestniczka igrzysk olimpijskich.

## Kariera
Bankier zaczynała grać w badmintona, gdy miała 9 lat, podczas – jak to opisuje – „wysoce konkurencyjnych zawodów rodziny Bankierów w przydomowym ogródku”. Zanim w 2007 roku rozpoczęła zmagania w kategorii seniorów, wygrała krajowe mistrzostwa (deblowe i par mieszanych) do lat 17, 19, 21 i 23, jak również z sukcesami uczestniczyła w międzynarodowych otwartych mistrzostwach par. Od chwili debiutu zdobyła w sumie osiem tytułów mistrza Szkocji, z czego trzy przypadły na konkursy par, a pięć par mieszanych.
Pierwszym istotnym turniejem międzynarodowym w karierze Bankier były Mistrzostwa Europy w 2008 roku rozgrywane w duńskim Herning. Tam Szkotka odpadła w ćwierćfinałach, w obu wypadkach (debla i miksta) natrafiając na pary angielskie. Na ćwierćfinale zakończyła swe zmagania także w 2010 roku podczas Igrzysk Wspólnoty Narodów. W konkursie mikstów para Bankier–Briggs przegrała z parą angielską Robertson–Wallwork, która ostatecznie zdobyła srebrny medal.
Największym, jak dotąd, osiągnięciem Bankier jest dotarcie do londyńskiego finału Mistrzostw Świata w 2011 roku w konkurencji par mieszanych (wraz z Chrisem Adcockiem). W pojedynku o złoty medal Brytyjczycy ulegli jednak przewodzącej w światowym rankingu parze chińskiej Zhang Nan–Zhao Yunlei. Pomimo rozczarowującego wyniku samego meczu finałowego (21–15, 21–7), Bankier z zadowoleniem wypowiadała się o swojej grze w turnieju, szacując, że tym samym wzrosły jej szanse na udział w Igrzyskach Olimpijskich w Londynie. Zwyżkę formy para Adcock–Bankier potwierdziła rok później, zdobywając w Karlskronie brązowy medal Mistrzostw Europy. Przed samym turniejem mistrzowskim brytyjska para po raz pierwszy awansowała w światowym rankingu na 10. lokatę.
30 maja 2012 roku Anglik i Szkotka zostali wybrani, by reprezentować Wielką Brytanię na Igrzyskach Olimpijskich w konkursie par mieszanych. Podczas konkursu olimpijskiego Brytyjczycy spisali się jednak poniżej oczekiwań – przegrali wszystkie trzy mecze pierwszej fazy i zajęli ostatnie miejsce w grupie A.

## Życie osobiste
Mieszkająca w Milton Keynes Bankier jest zawodniczką praworęczną. Posługuje się sprzętem firmy Yonex – jednego ze swoich sponsorów. Innym sponsorem jest przedsiębiorstwo Glenkeir Whiskies prowadzone przez jej ojca Iana Bankiera, członka zarządu piłkarskiego klubu Celtic Glasgow.
Imogen była jedną z licznych zawodniczek występujących na arenie międzynarodowej, które otwarcie sprzeciwiły się planom Międzynarodowej Federacji Badmintona (BWF), zgodnie z którymi kobiety uprawiające ten sport miały nosić krótkie spódniczki. BWF stała na stanowisku, że wpłynie to na „poprawę wizerunku badmintona, w tym samych zawodniczek”, natomiast Bankier stwierdziła, że „będzie walczyć o to, by ten seksistowski przepis nie wszedł w życie”.